# اسکابیوسا کوموسا
اسکابیوسا کوموسا یکی از گونه های طوسک است.